# Cristina Cabrera
Pour les articles homonymes, voir Cabrera.
Cristina Cabrera est une harpiste mexicaine originaire de Xalapa dans l'État de Veracruz. Elle étudie la harpe à partir de 13 ans avec des artistes comme Saúl Hernández Morales, Alberto de la Rosa, Britta Shafer, Celso Duarte, Lucía Shiomitsu et Mariano González. Elle a accompagné Lila Downs dans ses concerts et a reçu des distinctions dont celle de l'Institut veracruzano de la culture. Elle enseigne également à l'université autonome de l'État d'Hidalgo. Elle est une promotrice importante de la harpe traditionnelle mexicaine,,,, et participe aux festivals de musique traditionnelle au Mexique,, en Amérique, et en Europe.
Son style musical intègre la musique jarocha, la musique mexicaine, la musique classique, la musique vénézuélienne et paraguayenne.